# Vorticismo

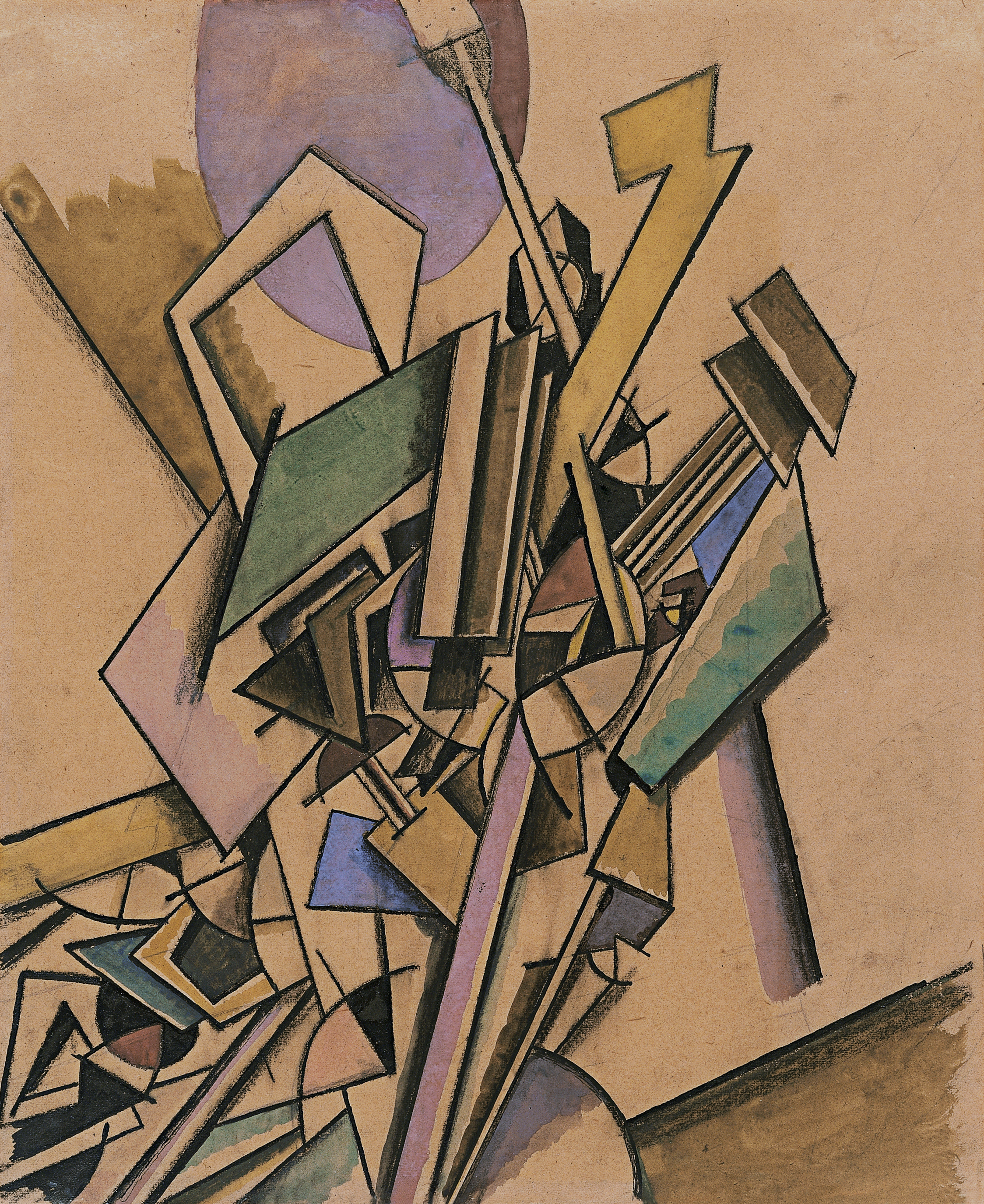
Edward Wadsworth, Studio vorticista, 1914, Museo Thyssen-Bornemisza, Madrid.

Vorticismo è un movimento culturale che prende vita in Inghilterra nel 1914, e che nella raffigurazione di forme a vortice vuol esprimere il concetto di energia e di forza inserendo nella pittura movimento e dinamismo.
È una corrente stilistica che avrà breve durata (1913-1915), ma che riveste una certa importanza per essere la prima espressione di un astrattismo inglese che si sviluppa parallelamente alle prime manifestazioni non figurative in tutta Europa, sotto la spinta delle opere rivoluzionarie di Francis Picabia e soprattutto Vasilij Kandinskij.
Il termine Vorticismo è stato coniato da Ezra Pound, assieme a Wyndham Lewis fondatore della rivista BLAST: a review of the Great English Vortex", desumendolo da un'affermazione di Umberto Boccioni, che definiva l'arte come risultato finale di un vortice di emozioni: in realtà esso ha molti punti di contatto con la poetica di Hugo von Hoffmansthal o di quella futurista, oltre che con quella cubista, entrambe interessate alla possibilità di inserire nella bidimensione della tela l'effetto dinamico l'una del movimento nello spazio, l'altra del movimento indotto dal trascorrere del tempo.
Non vi sono dubbi, infatti, sulle aspirazioni dinamico-plastiche del Vorticismo, i cui germi sono facilmente rintracciabili nelle operazioni analitico-compositive del Cubismo, nell'astrattismo spiritualistico di Der Blaue Reiter, nelle istanze moderniste del Futurismo, configurando questa corrente come la risposta inglese alle tendenze artistiche del continente, dove tutti i fenomeni culturali avanguardisti presentano sempre una maggior omogeneità per le maggiori possibilità di osmosi.
Uno dei massimi rappresentanti del Vorticismo fu l'artista-letterato-poeta Wyndham Lewis, autore del manifesto del movimento, mentre nel campo delle arti figurative si può dire che il più significativo rappresentante dell'avanguardia londinese fu David Bomberg, pittore e scultore di origine polacca, che sviluppò la sua poetica astratta dopo una personale esperienza bellica che lo segnò profondamente.
Il linguaggio di Bomberg è tipicamente vorticista, spigoloso e duro, con giochi di linee geometriche che generano immagini vorticose impetuosamente dinamiche molto prossime all'astrazione totale, inizialmente fortemente influenzato dal cubismo, poi progressivamente liberato dalla figuratività imitativa e dalla verosimiglianza cromatica per giungere ad una personale interpretazione del Futurismo, dominata da ritmi obliqui e colori contrastanti anche al di fuori degli stilemi propri di questa corrente. Per quanto riguarda la scultura il più grande esponente del vorticismo fu Henri Gaudier-Brzeska, molto vicino al linguaggio artistico di Raymond Duchamp-Villon.

## Preludio al vorticismo
Nell'estate del 1913 Roger Fry, con Duncan Grant e Vanessa Bell, fondò gli Omega Workshops a Fitzrovia, nel cuore della Londra "bohémien". Fry era un sostenitore di una pratica artistica e di design sempre più astratta, e lo studio/galleria/punto vendita al dettaglio gli ha permesso di assumere e supportare artisti in sintonia con questo approccio, come Wyndham Lewis, Frederick Etchells, Cuthbert Hamilton e Edward Wadsworth. Lewis aveva fatto colpo all'Allied Artists' Salon l'anno precedente con un'enorme opera virtualmente astratta, Kermesse (ora perduta), e nello stesso anno aveva lavorato con lo scultore americano Jacob Epsteinsulla decorazione del famigerato club teatrale di cabaret di Madame Strindberg La grotta del vitello d'oro (The Cave of the Golden Calf).
Lewis e i suoi colleghi dell'Omega Workshop Etchells, Hamilton e Wadsworth hanno esposto insieme nel corso dell'anno a Brighton con Epstein e David Bomberg. Lewis ha curato la 'Cubist Room' della mostra e ha fornito un'introduzione scritta in cui ha tentato di mettere insieme i vari filoni dell'astrazione in mostra: 'Questi pittori non sono accidentalmente [sic?] associati qui, ma formano un'isola vertiginosa, ma non esotica, nel placido e rispettabile arcipelago dell'arte inglese.'

## Artisti ribelli
Una lite con Roger Fry ha fornito a Lewis un pretesto per lasciare gli Omega Workshop e creare un'organizzazione rivale. Finanziato dall'amica pittrice di Lewis Kate Lechmere, il Rebel Art Center fu fondato nel marzo 1914 al 38 di Great Ormond Street. Doveva essere una piattaforma per l'arte e le idee della cerchia di Lewis, e una serie di conferenze includeva discorsi dell'amico di Lewis, il poeta Ezra Pound, del romanziere Ford Madox Hueffer (in seguito Ford Madox Ford) e del "futurista" italiano, Filippo Tommaso Marinetti. Egli era una presenza familiare – e provocatoria – a Londra dal 1910, e Lewis lo aveva visto creare un movimento artistico sulla base del suo manifesto 'futurista'. Sembrava che tutto ciò che era nuovo o scioccante a Londra fosse ora descritto come "futurista", compreso il lavoro dei cubisti inglesi.
Quando Marinetti e il futurista inglese CRW Nevinson pubblicarono un manifesto di 'Vital English Art', dando come indirizzo il Rebel Art Center, sembrò un tentativo di acquisizione. Poche settimane dopo, Lewis pubblicò un annuncio su The Spectator per annunciare la pubblicazione del "Manifesto dei vorticisti", un movimento di arte astratta inglese che era un "movimento parallelo al cubismo e all'espressionismo" e che, prometteva l'annuncio, sarebbe stato un "colpo mortale all'impressionismo e al futurismo ".

## Invenzione del vorticismo
Ezra Pound aveva introdotto il concetto di "vortice" in relazione alla poesia e all'arte modernista all'inizio del 1914. Nella sua forma più ovvia, ad esempio, Londra poteva essere vista come un "vortice" di attività intellettuale e artistica. Tuttavia, per Pound c'era un significato più specifico, anche se oscuro: "[Il vortice era] quel punto nel ciclone in cui l'energia taglia lo spazio e gli conferisce forma... il modello di angoli e linee geometriche formato da il nostro vortice nel caos esistente.' Lewis vedeva il potenziale del "Vorticismo" come un'entusiasmante chiamata a raccolta che era anche sufficientemente vaga, sperava, per abbracciare l'individualismo degli artisti ribelli.
Il manifesto Vorticist di Lewis doveva essere pubblicato in una nuova rivista letteraria e artistica, BLAST (ironia della sorte, il titolo della rivista era stato suggerito da Nevinson, che in quel momento era persona non grata dal manifesto 'Vital English Art'). Lo scultore, pittore e anarchico francese Henri Gaudier-Brzeska aveva incontrato Ezra Pound nel luglio 1913, e le loro idee su "The New Sculpture" si svilupparono in una teoria della scultura vorticista. Due artisti, Helen Saunders e Jessica Dismorr, che si era rivolto a "opere cubiste" nel 1913, si unì ai ribelli e, sebbene non fossero molto apprezzati dagli uomini, Brigid Peppin sostiene che le "giustapposizioni di colori forti e inaspettati" di Saunders potrebbero aver influenzato il successivo uso di colori forti da parte di Lewis.
Un altro "cubista inglese" emergente che utilizzava combinazioni di colori audaci e discordanti era William Roberts. Scrivendo molto più tardi, ha ricordato che Lewis ha preso in prestito due dipinti - Religione e ballerini - da appendere al Rebel Art Center.

## BLAST
Anche se il Rebel Art Center fu di breve durata, al "Vorticismo" fu data una longevità assicurata attraverso la tipografia abbagliante e l'audace (e divertente) "esplosione" e "benedizione" di una miriade di mucche sacre della cultura inglese e americana che apparvero in il primo numero di BLAST: The Review of the Great English Vortex, pubblicato nel luglio 1914.
BLAST fu lanciato durante una "cena celebrativa sfrenata" al Dieudonné Hotel nella zona di St James's a Londra il 15 luglio 1914. La rivista era principalmente opera di Lewis, ma includeva anche ampi brani scritti da Ford Madox Hueffer e Rebecca West, oltre a poesie di Pound, articoli di Gaudier-Brzeska e Wadsworth e riproduzioni di dipinti di Lewis, Wadsworth, Etchells, Roberts, Epstein, Gaudier-Brzeska e Hamilton. Il manifesto è stato apparentemente "firmato" da undici firmatari. Lewis, Pound e Gaudier-Brzeska erano al centro intellettuale del progetto, ma i commenti successivi di Roberts suggeriscono che la maggior parte del gruppo non fosse a conoscenza dei contenuti del manifesto prima della pubblicazione. Jacob Epstein era presumibilmente troppo affermato per essere cooptato come firmatario, e David Bomberg aveva minacciato Lewis di azioni legali se il suo lavoro fosse stato riprodotto in BLAST e aveva reso molto chiara la sua indipendenza attraverso una mostra personale alle Chenil Galleries, sempre a luglio, dove il suo grande dipinto astratto Mud Bath è stato ben visibile all'esterno sopra l'ingresso.

## Mostra vorticista
La pubblicazione di BLAST non poteva arrivare in un momento peggiore, poiché nell'agosto del 1914 la Gran Bretagna dichiarò guerra alla Germania. C'era poco interesse per l'arte d'avanguardia in questo momento di crisi nazionale e internazionale; tuttavia, l'anno successivo si tenne una "mostra di vorticisti" alle Doré Galleries di New Bond Street. Le quarantanove opere "Vorticist" di Dismorr, Etchells, Gaudier-Brzeska, Lewis, Roberts, Saunders e Wadsworth hanno mostrato un impegno per i contorni netti, altamente colorati, quasi astratti. Forse per contrasto (o confronto), Lewis ha invitato a partecipare anche altri artisti tra cui Bomberg e Nevinson.
Una prefazione in catalogo di Lewis chiariva che "per vorticismo intendiamo (a) ATTIVITÀ in contrasto con la gustosa PASSIVITÀ di Picasso (b) SIGNIFICATO in contrasto con il carattere noioso e aneddotico a cui è condannato il naturalista (c) MOVIMENTO e ATTIVITÀ ESSENZIALI (come l'energia della mente) in contrasto con la cinematografia imitativa, il trambusto e l'isteria dei futuristi." La mostra è stata ampiamente ignorata dalla stampa e le recensioni che sono apparse sono state schiaccianti.

## BLAST: numero di guerra
Poco prima dell'inaugurazione della mostra, giunse a Londra la notizia della morte di Gaudier-Brzeska nelle trincee in Francia. Un "Avviso al pubblico" nel secondo numero di BLAST spiegava che la pubblicazione era stata ritardata "principalmente a causa della guerra" e "della malattia dell'editore nel momento in cui sarebbe dovuto apparire e prima", e il ritardo ha permesso l'inclusione dell'ultimo minuto di un omaggio all'artista.
Rispetto a BLAST n. 1, questa era una produzione ridotta: 102 pagine, invece delle 158 pagine del primo numero e con semplici illustrazioni in bianco e nero "a blocchi di riga". Tuttavia, rispetto a BLAST No. 1, aveva il vantaggio di fornire "un'estetica vorticista coesa". Jessica Dismorr e Dorothy Shakespear (la moglie di Ezra Pound) si unirono a una gamma leggermente più ampia di artisti che includeva anche Jacob Kramer e Nevinson. La retorica di Lewis questa volta è stata più cauta, cercando di evitare di essere vista dai lettori come antipatriottica. Comprensibilmente, ha cercato di assumere un tono ottimista riguardo al futuro di Vorticism e BLAST; tuttavia, nel giro di un anno la maggior parte degli artisti si era arruolata o si era offerta volontaria nelle forze armate: Lewis - Royal Garrison Artillery; Roberts - Artiglieria da campo reale; Wadsworth - Servizi segreti navali britannici; Bomberg - Ingegneri reali; Dismorr - Distaccamento aereo volontario; Saunders - lavoro d'ufficio del governo.

## Vorticisti al Penguin Club
Ezra Pound aveva sostenuto il lavoro di Wyndham Lewis dal 1915 con un avvocato di successo e collezionista d'arte di New York, John Quinn. Facendo affidamento sulle raccomandazioni di Pound, una mostra di New York Vorticist è stata costruita attorno a quarantasei opere di Lewis - alcune già nella collezione di Quinn - con lavori aggiuntivi di Etchells, Roberts, Dismorr, Saunders e Wadsworth. La mostra doveva essere in un istituto gestito da artisti, il Penguin Club di New York. Pound organizzò il trasporto delle opere attraverso l'Atlantico e Quinn si fece carico dell'intero costo della mostra. Quinn aveva già selezionato le opere che era interessato ad acquistare, ma dopo la mostra, poiché nessuna opera era stata venduta e alla fine acquistò la maggior parte degli oggetti più grandi.

## Artisti di guerra
Non c'era quasi alcuna possibilità per gli artisti ribelli di lavorare in modo creativo mentre erano in servizio attivo. Tuttavia, Wadsworth, inaspettatamente, fu in grado di perseguire i suoi interessi artistici attraverso la supervisione del camuffamento dazzle applicato a oltre duemila navi, in gran parte a Bristol e Liverpool.
Verso la fine della guerra il giornalista Paul Konody, poi consigliere artistico del Canadian War Memorials Fund (e qualcuno che era stato palesemente anti-Vorticismo), commissionò a Lewis, Wadsworth, Nevinson, Bomberg, Roberts, Paul Nash e Bomberg la produzione di opere monumentali tele su soggetti relativi all'esperienza bellica canadese per una sala commemorativa progettata a Ottawa. Gli artisti sono stati avvertiti che solo il lavoro 'rappresentativo' sarebbe stato accettabile, e infatti la prima versione di Bomberg dei suoi Sappers at Work è stata respinta come 'troppo cubista'. Nonostante queste restrizioni, le straordinarie tele sembrano moderniste senza compromessi e certamente attingono alle pratiche d'avanguardia prebelliche.

## Gruppo X
Negli anni del dopoguerra era difficile per gli artisti ottenere il patrocinio e assicurarsi le vendite. Tuttavia, Lewis, Wadsworth, Roberts e Atkinson avevano tutti mostre personali all'inizio degli anni '20: ogni artista percorreva il proprio percorso tra il modernismo e soggetti riconoscibili potenzialmente più vendibili. Lewis organizzò un'altra mostra collettiva, nel 1920 alla Mansard Gallery, riunendo dieci artisti sotto lo stendardo "Gruppo X". Pii, tuttavia, ci fu un piccolo tentativo di unificare i contributi degli artisti al di là della convinzione di Lewis che "gli esperimenti [dagli artisti] intrapresi in tutta Europa durante gli ultimi dieci anni.... non dovrebbero essere presi alla leggera". La diversità di stili in mostra, ad esempio, includeva quattro autoritratti di Lewis, mentre Roberts esponeva quattro opere piuttosto radicali nel suo stile "cubista" in evoluzione. Sei degli artisti del Gruppo X erano stati nel gruppo "Vorticist" (Dismorr, Etchells, Hamilton, Lewis, Roberts e Wadsworth) e furono raggiunti dallo scultore Frank Dobson, il pittore Charles Ginner, il grafico americano Edward McKnight Kauffer e il pittore John Turnbull. La mostra è stata vista principalmente come un fallimento nel "riaccendere una fiamma di avventura".

## Eredità
L'interruzione della guerra e la successiva mobilitazione degli artisti hanno contribuito a una situazione in cui molti dei dipinti vorticisti più grandi sono andati perduti. Un aneddoto registrato da Brigid Peppin racconta come la sorella di Helen Saunders usò un olio Vorticist per ricoprire il pavimento della sua dispensa e '[era] consumato fino alla distruzione' un esempio estremo di come i dipinti non fossero apprezzati. Quando John Quinn morì, nel 1927, la sua collezione di opere vorticiste fu messa all'asta e ceduta ad acquirenti ormai irrintracciabili, presumibilmente in America. Scrivendo nel 1974, Richard Cork notò che "trentotto delle quarantanove opere esposte dai membri a pieno titolo del movimento alla mostra vorticista del 1915 sono ora scomparse".
Nonostante una rinascita dell'arte astratta in Gran Bretagna negli anni centrali del ventesimo secolo, il contributo del vorticismo fu in gran parte dimenticato fino a quando scoppiò un litigio tra John Rothenstein della Tate Gallery e William Roberts sulla stampa. La mostra di Rothenstein alla Tate Gallery del 1956 "Wyndham Lewis and Vorticism" era in realtà una retrospettiva di Lewis con pochissime opere vorticiste. E l'inclusione del lavoro di Bomberg, Roberts, Wadsworth, Nevinson, Dobson, Kramer sotto il titolo "Altri vorticisti" - insieme all'affermazione di Lewis che "il vorticismo, in effetti, era ciò che io, personalmente, ho fatto e detto, a un certo punto", irritando Roberts poiché sembrava che lui e gli altri fossero stati formati per essere semplici discepoli di Lewis. Il caso presentato da Roberts nei cinque 'Vorticist Pamphlets' che pubblicò tra il 1956 e il 1958 fu ostacolato dall'assenza di opere chiave, ma portò ad altri libri auto-pubblicati da Roberts che includevano i primi studi del suo lavoro astratto. Un'indagine più ampia è stata fornita dalla mostra "Arte astratta in Inghilterra 1913-1914" della d'Offay Couper Gallery nel 1969.
Cinque anni dopo, la mostra "Vorticism and Its Allies" curata da Richard Cork alla Hayward Gallery di Londra andò oltre, riunendo meticolosamente dipinti, disegni, sculture (inclusa una ricostruzione del Rock Drill di Epstein 1913-15), Oggetti, fotografie, riviste, cataloghi, lettere e vignette di Omega Workshop. Cork includeva anche venticinque Vortografie del 1917 del fotografo Alvin Langdon Coburn che erano stati esposti per la prima volta al Camera Club di Londra nel 1917.

## Mostre recenti
Più recentemente, nel 2004 a Londra e Manchester, "Blasting the Future!: Vorticism in Britain 1910–1920" ha esplorato i legami tra Vorticismo e Futurismo, e una grande mostra "The Vorticists: Manifesto for a Modern World" nel 2010 –11 portò per la prima volta in Italia il lavoro dei Vorticist e per la prima volta in America dal 1917, oltre ad apparire a Londra. I curatori, Mark Antliff e Vivien Greene, avevano anche rintracciato alcune opere precedentemente perdute (come tre dipinti di Helen Saunders) che erano state incluse nella mostra.

## Galleria d'immagini

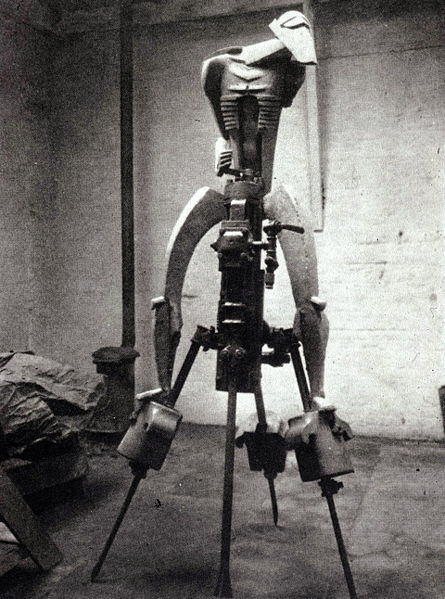
Rock Drill nello studio di Jacob Epstein 1913
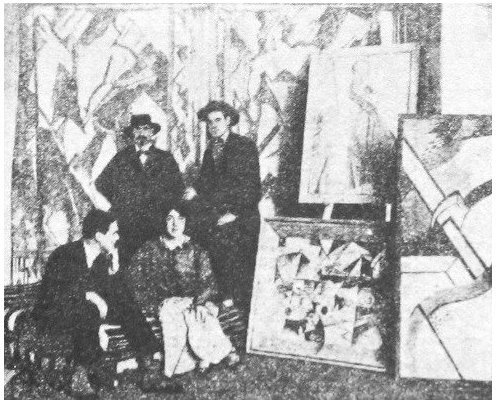
Kate Lechmere, Cuthbert Hamilton (seduto), Edward Wadsworth e Wyndham Lewis al Rebel Art Center, marzo 1914
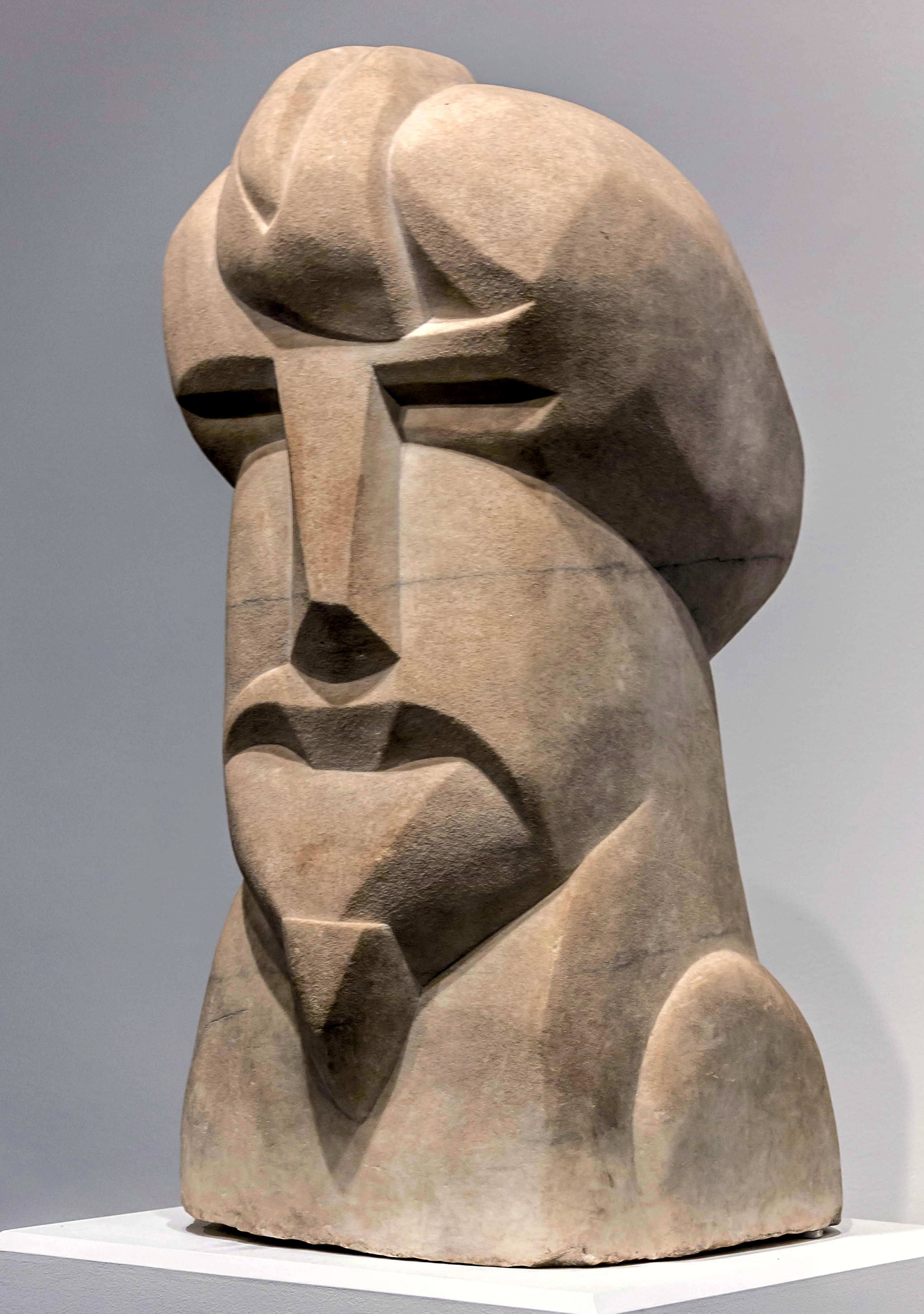
Testa ieratica di Ezra Pound di Henri Gaudier-Brzeska, 1914
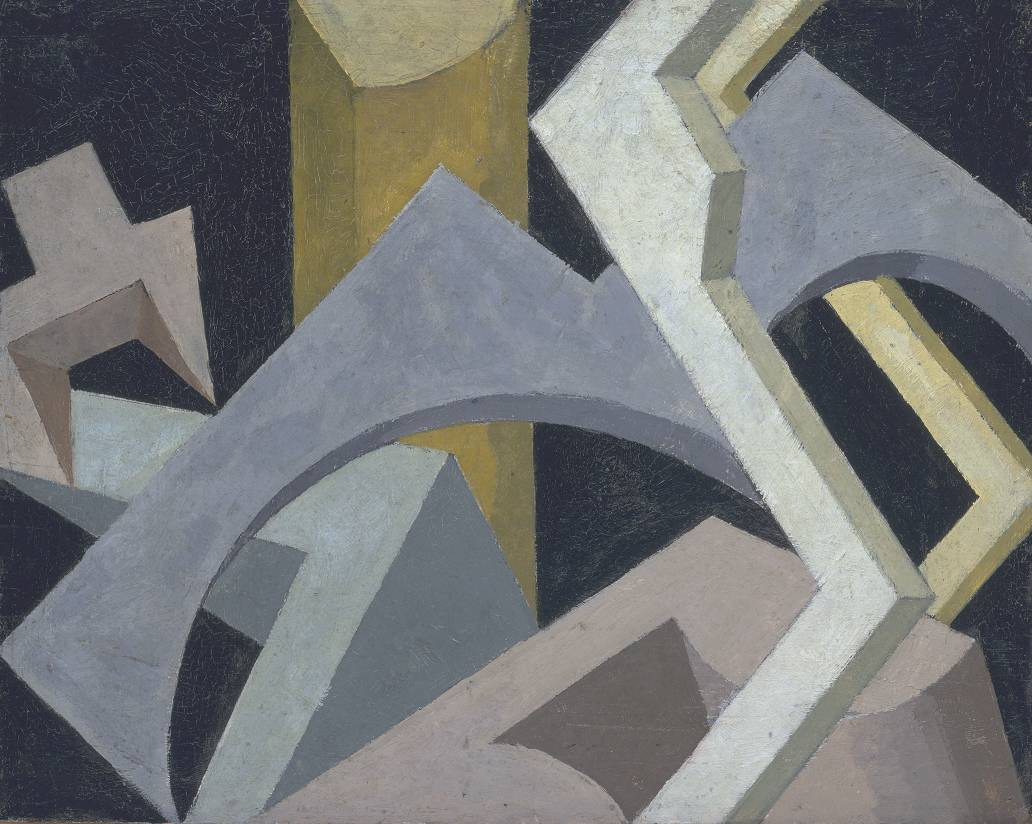
La composizione astratta è indicativa del lavoro di Jessica Dismorr all'epoca della Vorticist Exhibition, 1915
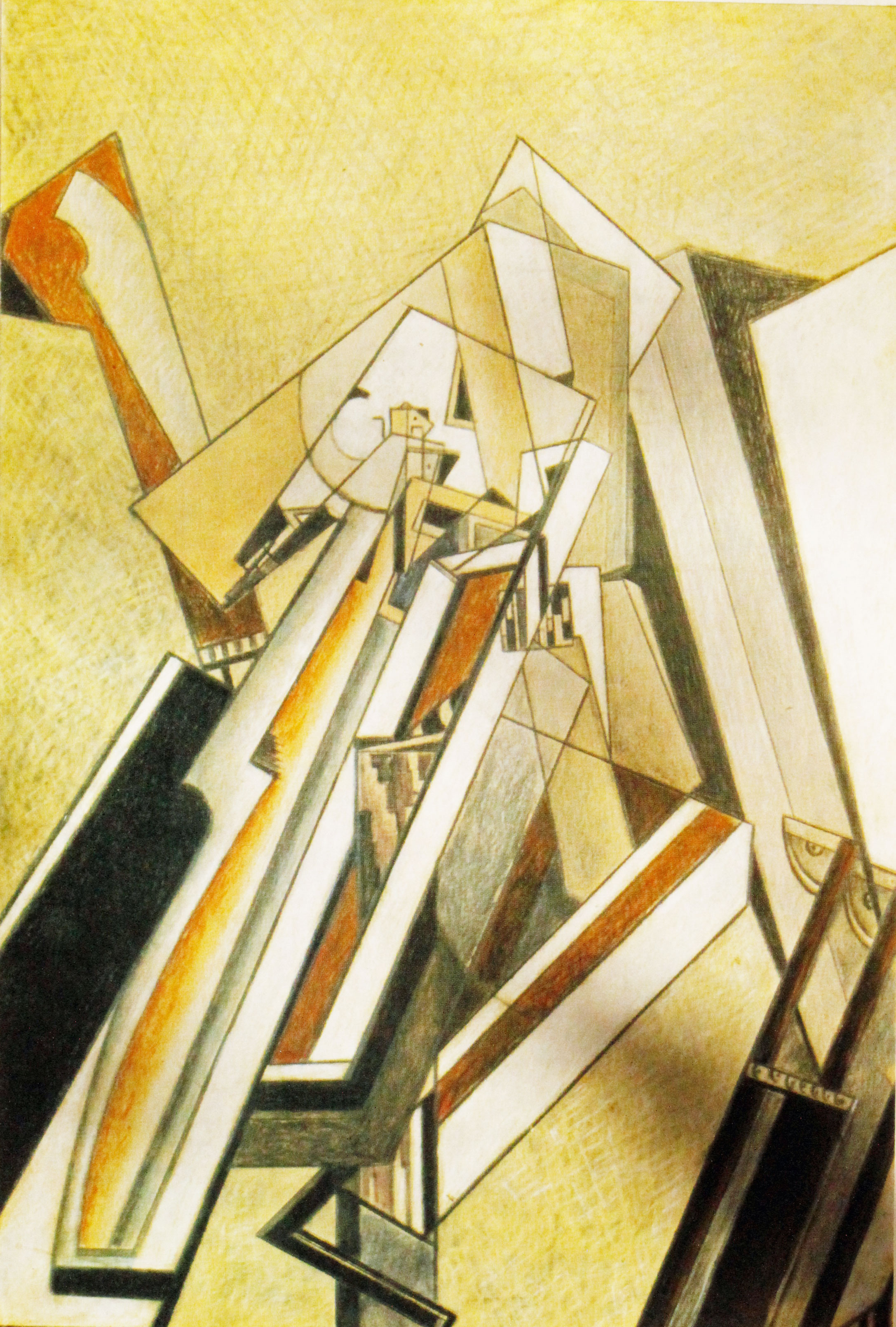
La composizione astratta è indicativa del lavoro di Laurence Atkinson all'epoca della Vorticist Exhibition, 1915
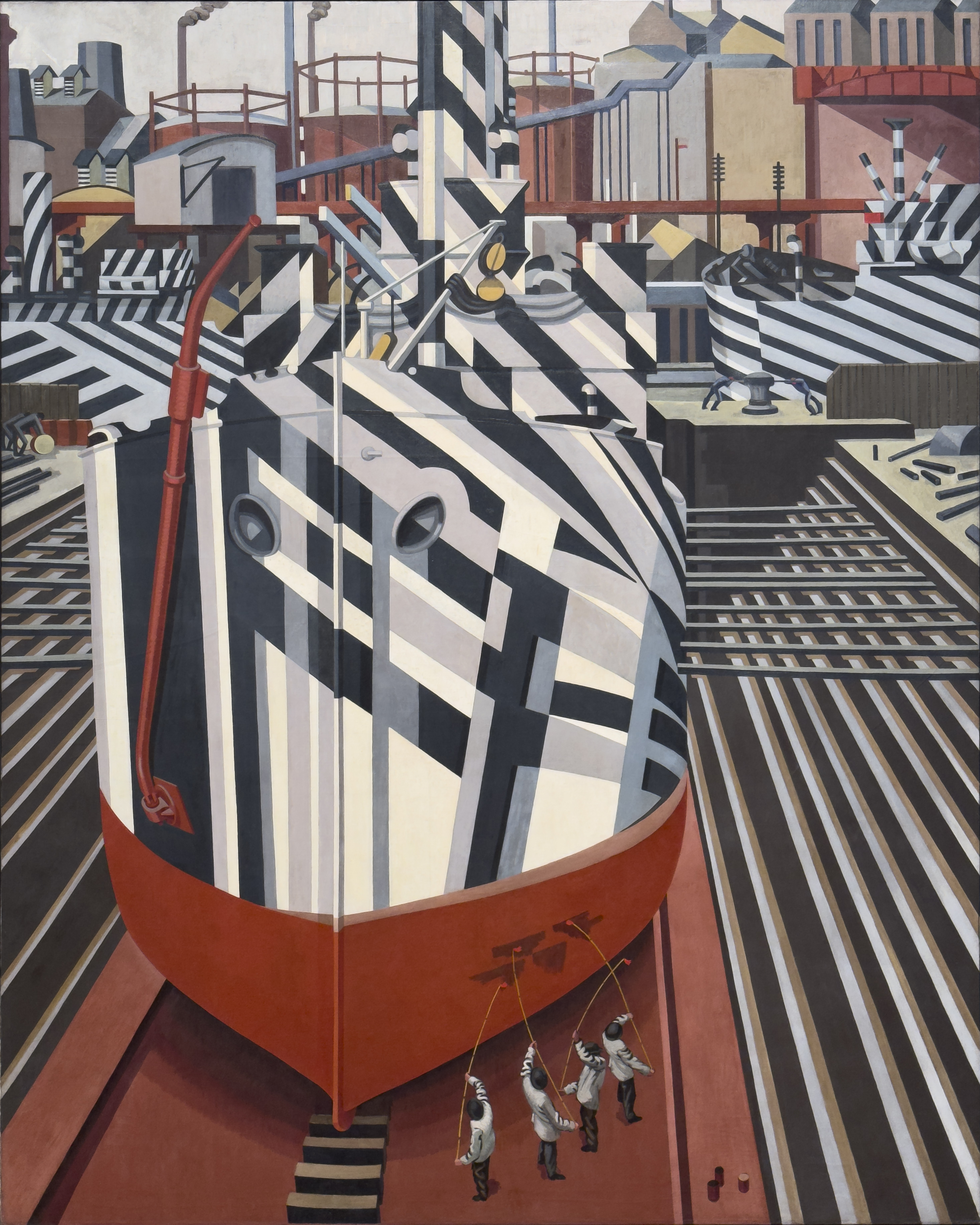
Dazzle-Ships in Drydock at Liverpool di Edward Wadsworth, 1919, National Gallery of Canada, Ottawa